# 有機農家
有機農家（ゆうきのうか）とは、有機栽培農法を行って有機農産物を生産し、市場へ出荷するスタイルの農業を行う農家である。慣行農業を行う農家のうち、有機農業を並行して行う農家も見受けられ、差異のある農産物を各々の市場へ出荷しているケースもある。そのような農家を、一概に有機農家と称するかどうかは議論の余地があるため、「有機農業も行う農家」と称するのが通例である。なお、職務としては慣行農業に従事し、自分たちで消費する農産物のみを有機栽培農法で生産する農家は、有機農家と称されない。
有機農家の中には、野菜や穀物の栽培を行うものの他、鶏や牛や山羊など自ら畜産を行い、それらのフンを堆肥に加工して農産物の栽培に利用、野菜屑や穀物を再び家畜の飼料にする循環型の農業を行うなど、自立したシステムを形成している農家もある。

## 有機農家軒数
有機農家のうち、2008年現在有機JAS認定を国内で受けている生産工程管理者数は約2800件（組合やグループ含む）であり、農家数ならば5000～6000戸と推測される。
1971年に有機農業研究会が発足し、第一次有機農業ブームが起こって以来、1980年前後の“大地を守る会”や“ポラン広場”等の活動開始による第二次有機農業ブーム、2001年の有機基準認証制度スタート及び2006年有機農業推進法の制定といった第三次有機農業ブームを経て、有機農家は増え続けている。とはいえ、それは微増の枠にとどまっており、有機農業推進法により国内で有機農業を広めていくことになったとはいえども、予算規模は年間5億円程度と非常に小さく、どの程度の効果があるかは今のところ不明である。

## 有機農家が増えにくい理由
有機農業の特性と市場原理が、かみ合いにくいところに大きな要因がある。多くの場合、農薬や化学肥料を使用しないと、虫食いや形の悪い農産物ができてしまう。そうすると販売先が限定される上、取引価格も低く抑えられることになる。あるいはまた、有機農業の内包する諸事情により収量のコントロールが困難であるため、収入が安定しにくい。以上のように、慣行農業より労力を要する有機農業に従事しても、相応以下の市場評価しか得られない現状は、有機農家が増える要因を阻害している。将来的に、有機栽培の技術面（特に農薬に頼らず病害虫を防ぐこと）の向上や、消費者の有機農業への理解が深まれば、有機農家は大幅に増加する可能性がある。
但し、世界的に見ると農業における有機農業の割合は高くなってきており、有機農家は全体として増加の傾向にある。最も有機農業のシェアが高いのはオーストリアの10.3％であり、これにスイス、フィンランド、スウェーデンなどの6～8％が続くが、ここ10年で5倍という伸び率を示している。なお、日本は0.6％、米国は0.2％にとどまっている。